# Парчета любов
„Парчета любов“ е български игрален филм (драма) от 1988 година, по сценарий и режисура на Иван Черкелов. Оператор е Рали Ралчев.

## Актьорски състав
- Ивайло Христов – Роко
- Валентин Маринов – Сома
- Жорета Николова – Краси
- Люба Русева – Ана
- Александър Трифонов – Дебелият
- Ирина Черкелова – Надето
- Самуел Финци
- Людмил Тодоров
- Христо Димитров-Хиндо
- Стефка Илиева